# Francesco da Volterra

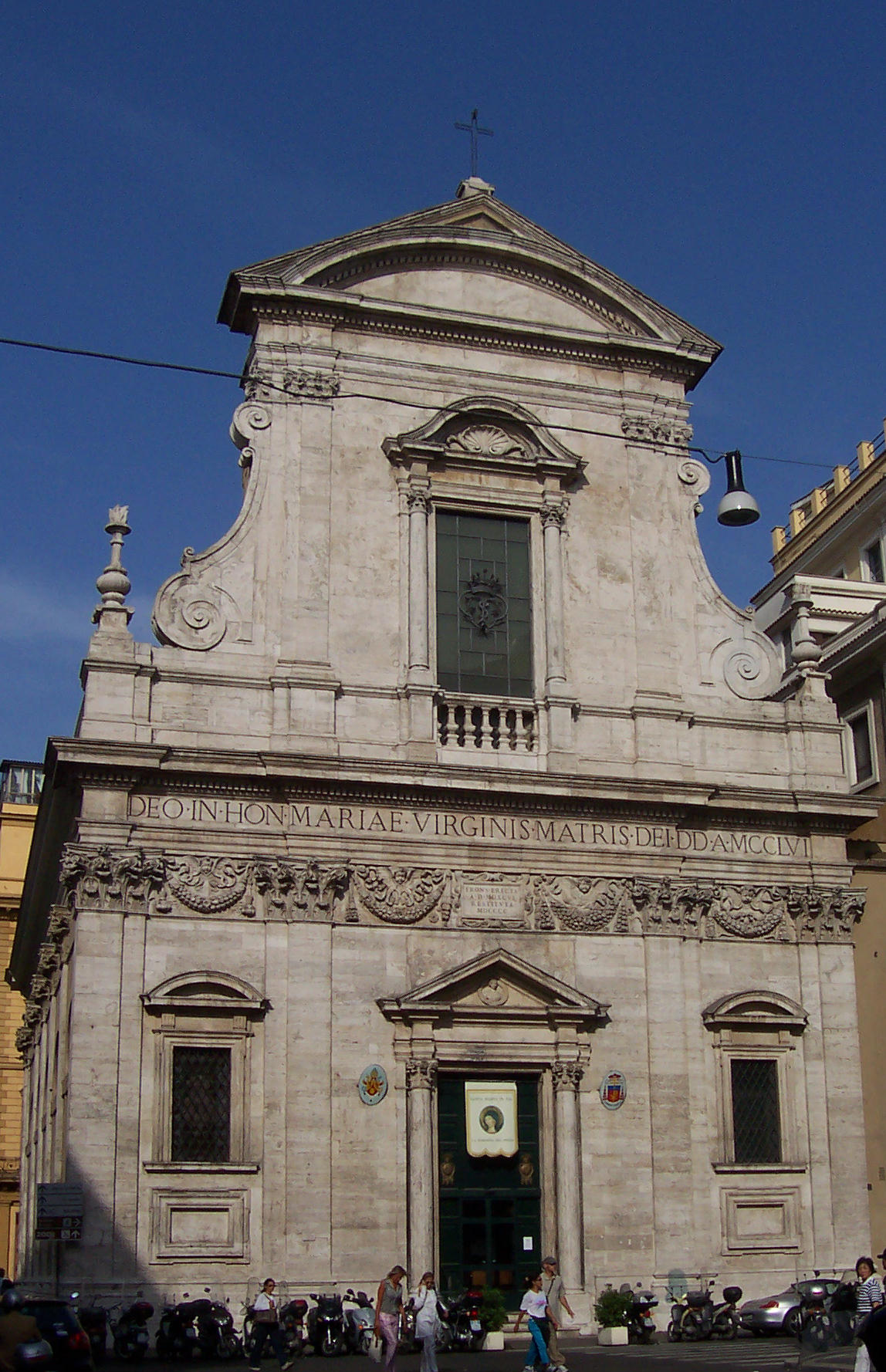
Kyrkan Santa Maria in Via i Rom.

Francesco da Volterra, egentligen Francesco Capriani, född cirka 1535 i Volterra, Italien, död 15 februari 1594 i Rom, var en italiensk arkitekt och skulptör under ungbarocken.

## Verk i Rom i urval
- San Giacomo in Augusta
- Palazzo Firenze
- Santa Susanna alle Terme di Diocleziano
- Santa Maria in Via
- San Silvestro in Capite
- Santa Pudenziana
- Palazzo Lancellotti
- Palazzo Cardelli
- Palazzo della Compagnia dell'Annunziata